# JOSM
JOSM (escutarⓘ) (Java OpenStreetMap Editor) é um software livre usado como ferramenta para editar dados do OpenStreetMap, a "Wikipédia dos mapas", criado em Java. Tem várias funcionalidades avaçadas, mas também mais complicada interface de usuário do que o atual editor padrão online iD.

## Funcionalidades

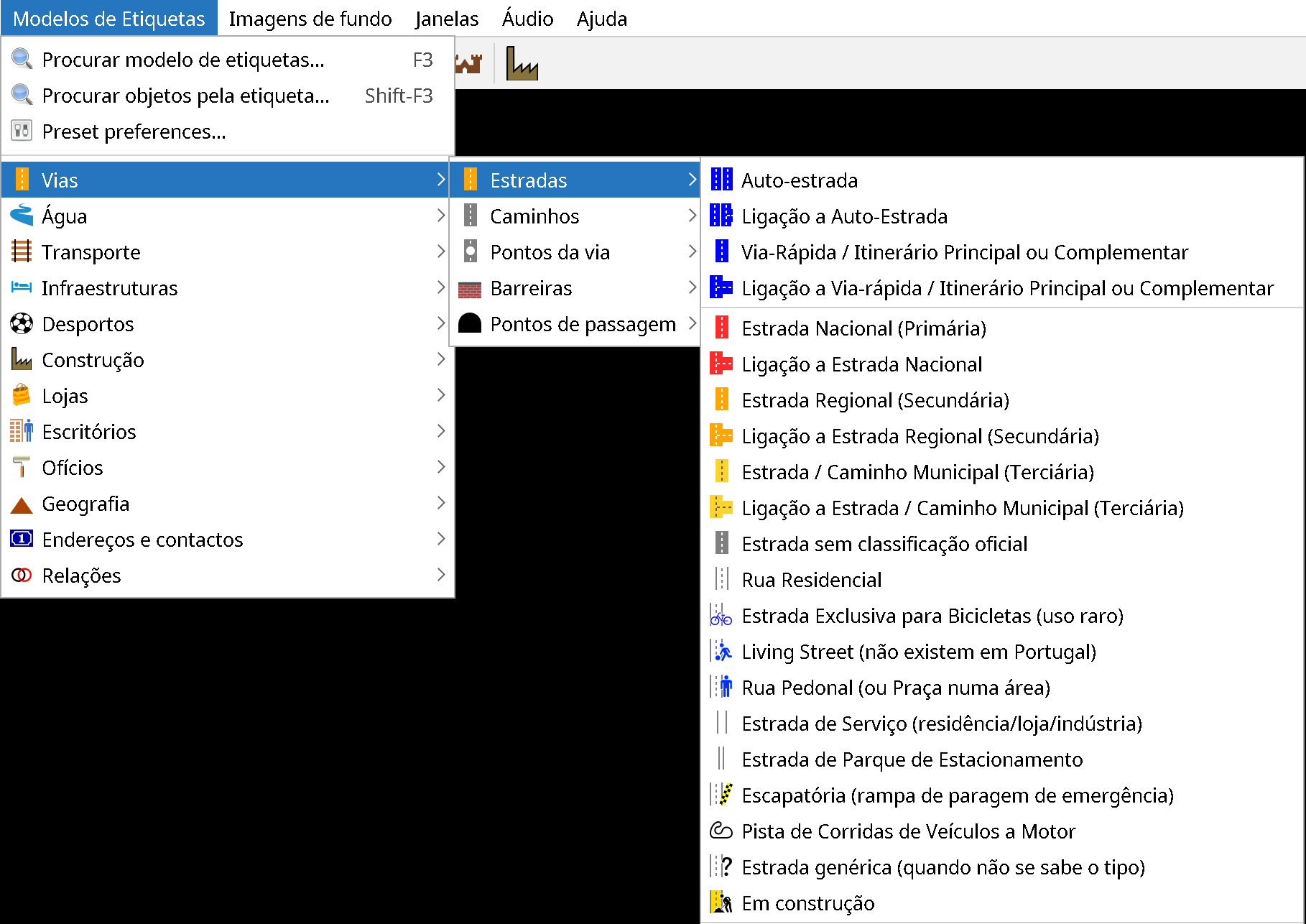
Predefinição para mapeamento de estradas.

Algumas funcionalidades notaveis do JOSM é importar arquivos GPX (GPS tracks), trabalhar com imagem aérea (incluindo WMS, TMS e protocolos WMTS), suporte para multiplas Projeções Cartográficas, camadas, edições de relações, ferramentas de validação de dados, filtro de dados, trabalho offline, predefinições e estilos de renderizações. O JOSM contém mais de 200 atalhos de teclado para agilizar edições.
Muitas funcionalidades adicionais (como ferramentas para desenhar prédios, adicionar link para a Wikipédia, ou visualizar dados em 3D) são disponibilizadas através de plug-in. Há mais de 100 deles no repositório.

## História
O primeiro conjunto de modificações foi criado em 27 de setembro de 2005. A primeira versão beta (que requer Java 5) foi disponibilizada em 4 de outubro de 2005, e o JOSM 1.0 teve seu primeiro release em 22 de janeiro de 2006.
Em 2014 o logo do projeto foi reposto por uma nova arte, que ganhou um design de contexto.

## Uso
A maior parte das edições no OSM é feita usando o JOSM. O software é usado para fazer importações em larga escala, incluindo dados do IBGE no Brasil.
O JOSM pode também ser usado para editar o mapa do projeto irmão OpenHistoricalMap. É incluso como um pacote em muitas distribuições linux como Ubuntu  e o DVD ao vivo do OSGEO
Vários tutoriais estão disponíveis. O tutorial LearnOSM, traduzido em 16 línguas, tem uma seção sobre o JOSM. Ele cobre o processo de edição, as ferramentas, os plugins, as predefinições, as funcionalidades das imagens de satélite, resoluções de conflitos e outras funcionalidades.